# Diocèse de Fréjus-Toulon
Pour le diocèse de Toulon ayant existé du IVe siècle à 1790, consulter l'article Diocèse de Toulon.
Le diocèse de Fréjus-Toulon (en latin : dioecesis Foroiuliensis-Tolonensis) est une église particulière de l'Église catholique en France.
Érigé au IVe siècle, le diocèse de Fréjus est un diocèse historique de la Provence. Supprimé en 1801, il est rétabli dès 1822 couvrant le département du Var. Depuis le transfert du siège épiscopal de Fréjus à Toulon, en 1957, il porte son nom actuel de diocèse de Fréjus-Toulon. Depuis 2002, il est suffragant de l'archidiocèse de Marseille. Depuis 2025, François Touvet est l'évêque diocésain de Fréjus-Toulon.

## Territoire
Le diocèse de Fréjus-Toulon confine, à l'ouest, avec les archidiocèse de Marseille, d'Aix-en-Provence et d'Avignon, au nord, avec le diocèse de Digne et, à l'est, avec celui de Nice.
Il couvre l'intégralité du département du Var ainsi que les îles de Lérins qui dépendent de la commune de Cannes, dans le département des Alpes-Maritimes.

## Histoire

### Sous l'Ancien Régime
Le diocèse de Fréjus était suffragant de l'archidiocèse d'Aix et confinait : à l'ouest, avec les diocèses de Toulon et d'Aix ; au nord, avec les diocèses de Riez et Senez ; et, à l'est, avec les diocèses de Vence et Grasse.
Le concordat de Bologne, qui abroge la Pragmatique Sanction de Bourges, n'est pas applicable à la Provence. Mais, par un indult d'octobre 1516, le pape Léon X l'étend à celle-ci.

### Sous la Révolution française
Lors de la création des départements, la majorité des paroisses du diocèse de Fréjus est incorporée au département du Var.
La constitution civile du clergé, décrétée par l'Assemblée nationale constituante le 12 juillet 1790 et sanctionnée par Louis XVI le 24 août suivant, fait de Fréjus le siège du diocèse du département du Var, un des diocèses de l'Église constitutionnelle.

### Sous le régime concordataire
À la suite du concordat de 1801, par la bulle Qui Christi Domini du 29 novembre 1801, le pape Pie VII supprime le diocèse de Fréjus et incorpore son territoire à l'archidiocèse d'Aix-en-Provence, qui couvre les départements des Bouches-du-Rhône et du Var.
À la suite du concordat de 1817, par la bulle Commissa divinitus du 27 juillet 1817, Pie VII prévoit de rétablir le diocèse de Fréjus pour le département du Var. Mais le concordat n'est pas ratifié.
Par la bulle Paternae charitatis du 6 octobre 1822, Pie VII rétablit le diocèse de Fréjus. Il couvre le département du Var et est suffragant de l'archidiocèse d'Aix. Ce nouveau territoire comprend un ensemble de paroisses qui étaient réparties entre les diocèses d'Aix, Fréjus, Glandèves, Grasse, Marseille, Riez, Senez, Toulon et Vence jusqu'à la Révolution française.
Par décret consistorial du 28 septembre 1852, les évêques de Fréjus sont autorisés à adjoindre à leur titre celui de l'évêché supprimé de Toulon. Ce décret fut reçu par décret impérial du 22 janvier 1853.
Par un décret d'octobre 1860, l'arrondissement de Grasse est rattaché au département des Alpes-Maritimes. Par décret de la S. Congrégation Consistoriale du 12 juin 1886, reçu par décret présidentiel le 15 juillet suivant, il est rattaché au diocèse de Nice, à l'exception des îles de Lérins.

### Depuis 1905
À la suite de la loi de séparation des Églises et de l'État du 9 décembre 1905, qui abroge unilatéralement le concordat de 1801, l'évêque du diocèse de Fréjus est désormais nommé par le Saint-Siège. Le diocèse créera une association diocésaine vers 1924 pour la gestion de certains biens.
Le 28 avril 1957, le pape Pie XII transfère le siège de Fréjus à Toulon sous le nom de Fréjus-Toulon. L'église Sainte-Marie de la Seds (ou Notre-Dame), à Toulon, devint cathédrale et la cathédrale Saint-Léonce de Fréjus devint co-cathédrale.
En 2015, l'évêque Dominique Rey invite Marion Maréchal, députée Front national a participer à l'université d'été du diocèse de Fréjus-Toulon. Pour Cécile Chambraud, journaliste du Monde, Dominique Rey a ainsi « contribué à rompre la digue entre les catholiques pratiquants et l’extrême droite ». De même Jean-Pierre Denis, directeur de la rédaction de La Vie, estime à ce sujet qu'« une digue a sauté » entre l'Église et le FN, tout en considérant « qu'une majorité des évêques français doit être hostile à ce dialogue ».
En mai 2022, à la suite d'une « visite fraternelle », similaire à une mission d’inspection, par Jean-Marc Aveline, l’archevêque de Marseille dont dépend Fréjus-Toulon, le Vatican décide de suspendre l’ordination de prêtres dans le diocèse de Fréjus-Toulon. En effet, le fonctionnement du séminaire de La Castille interroge le Saint-Siège,.
En février 2023, il est annoncé une visite apostolique, engagée par le pape François, dans le diocèse de Fréjus-Toulon. Elle sera menée par Antoine Hérouard, archevêque de Dijon, assisté de Joël Mercier, ancien secrétaire de la Congrégation pour le clergé. À la suite de cela, François Touvet est nommé comme évêque coadjuteur en novembre 2023.
Le 7 janvier 2025, après près de 25 années d'épiscopat, Dominique Rey remet sa démission au pape, son coadjuteur François Touvet devient donc le nouvel évêque du diocèse. À son arrivée sur le siège épiscopal, François Touvet indique que « 20 % des prêtres locaux présentent des difficultés psychologiques, judiciaires ou morales » et que « 80 prêtres sont rattachés au diocèse de Fréjus-Toulon sans y habiter ». Le diocèse présente en outre un « un déficit structurel de deux millions d’euros ».

## Cathédrales et basiliques mineures
La cathédrale Notre-Dame-de-la-Seds de Toulon, dédiée à sainte Marie, est l'église cathédrale du diocèse.
La cathédrale de Fréjus, dédiée à saint Léonce et à Notre Dame , est la co-cathédrale du diocèse.
La Basilique Sainte-Marie-Madeleine de Saint-Maximin-la-Sainte-Baume, inaugurée en 1295 et classée monument historique en 1840 est le plus important édifice gothique de Provence .
La basilique Notre-Dame-de-la-Victoire, à Saint-Raphaël, est une église paroissiale et, depuis 14 janvier 2004, une basilique mineure.

## Les évêques de Fréjus-Toulon
- Liste des évêques de Fréjus, et des évêques de Fréjus et Toulon
- Liste des évêques de Toulon

## Communautés religieuses

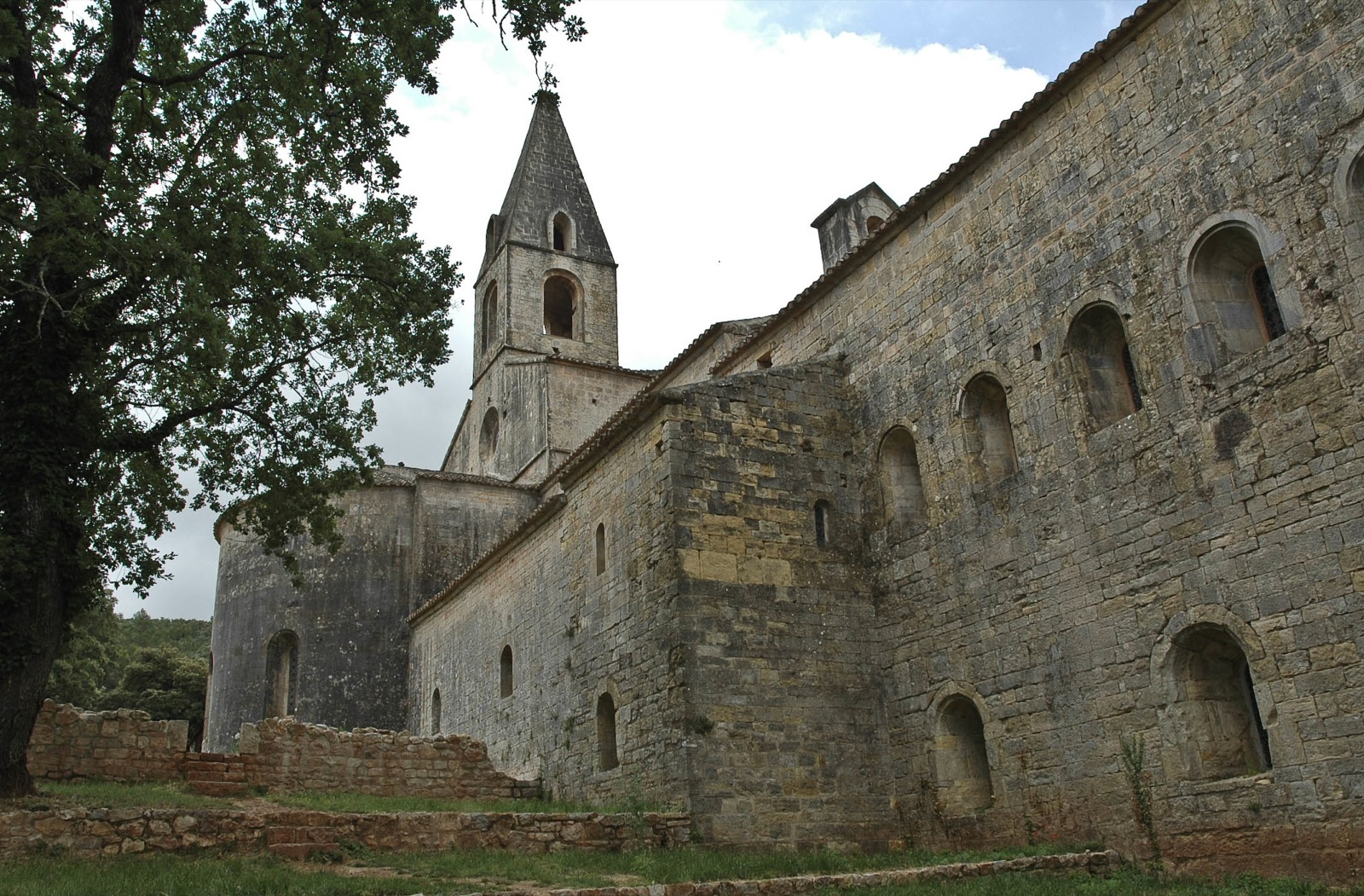
Abbaye du Thoronet.

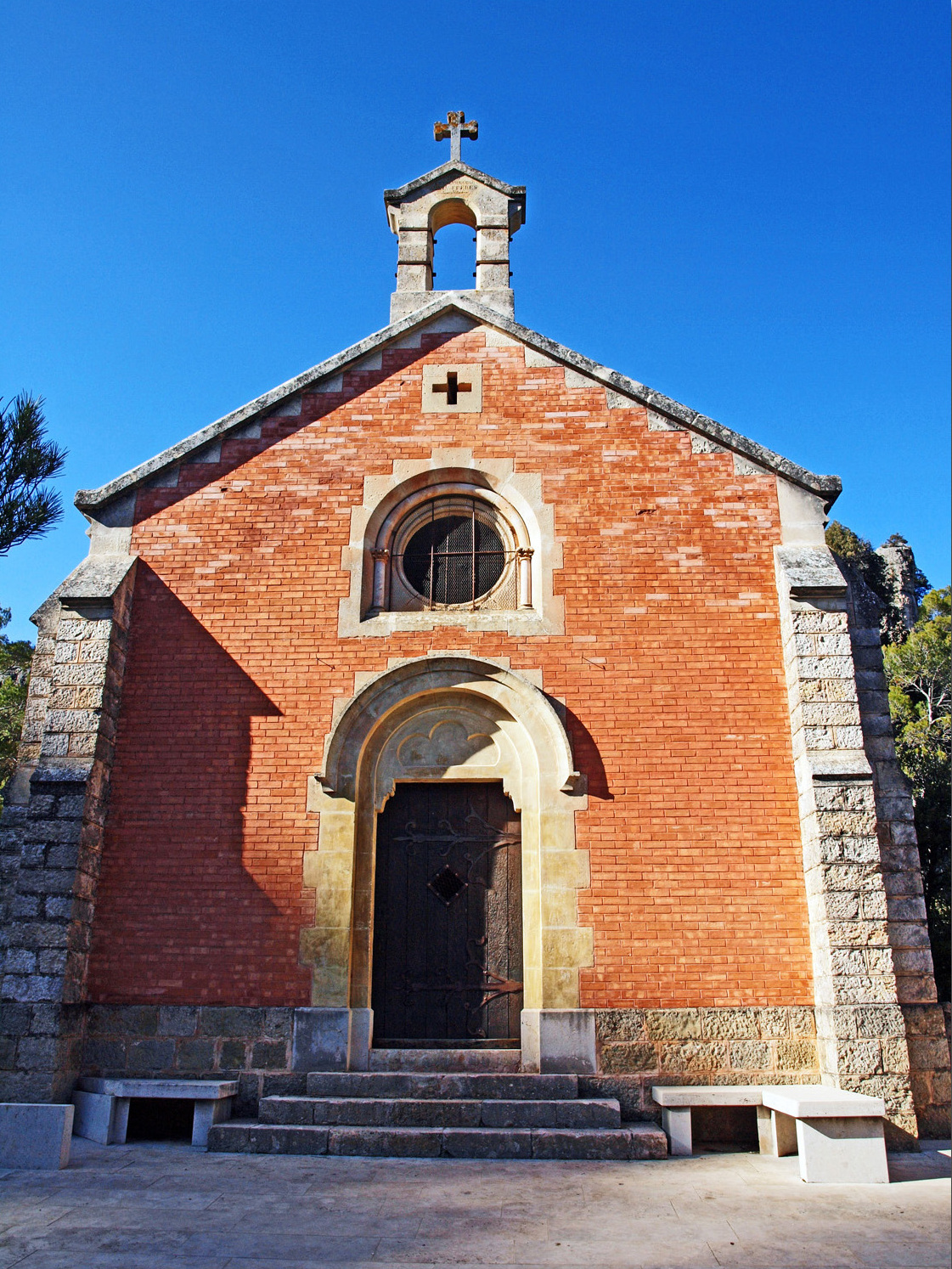
Église Notre-Dame-de-Grâces de Cotignac.

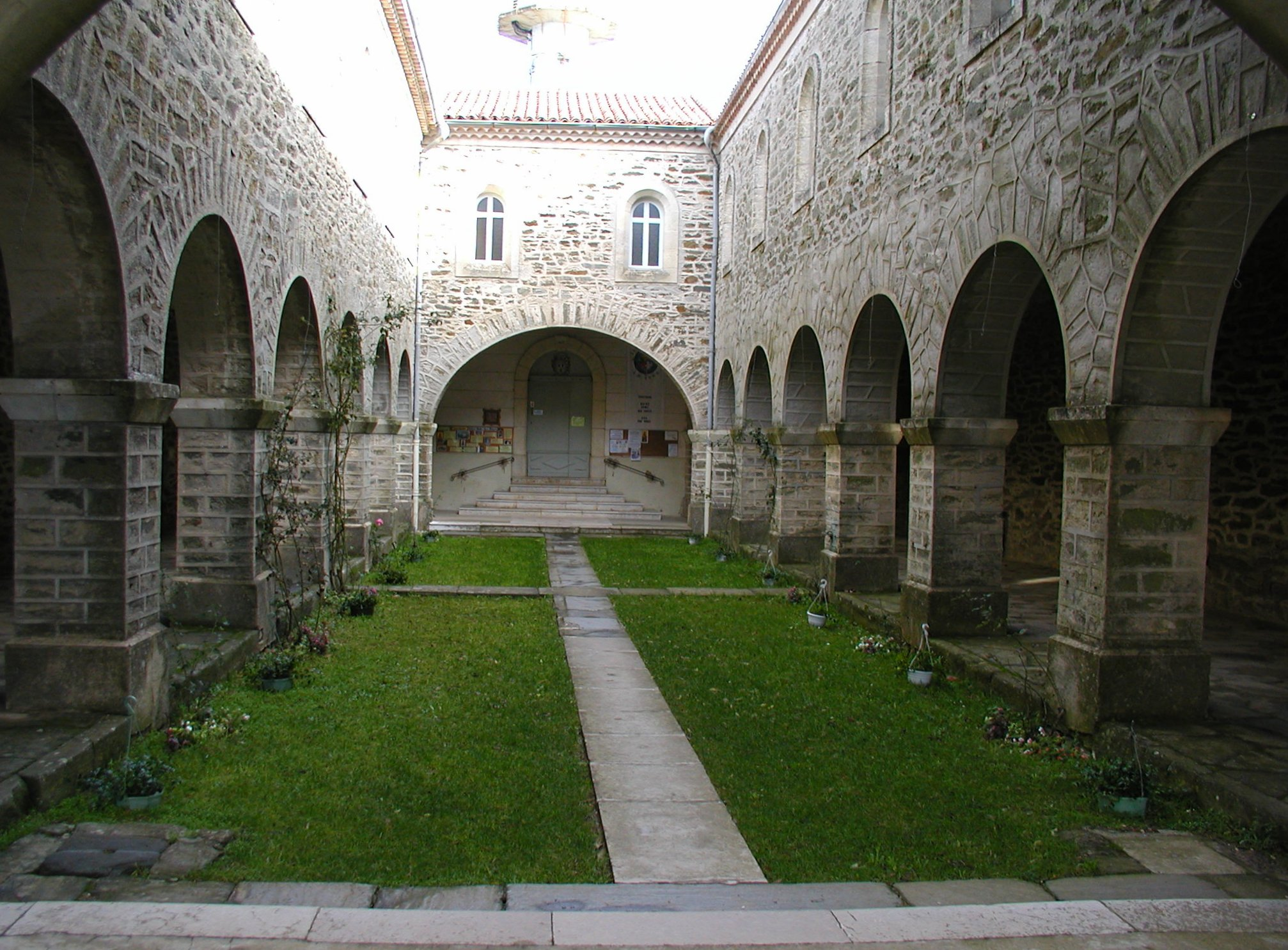
Cloître de Notre-Dame-des-Anges du Massif des Maures.

En 2022, le site du diocèse de Fréjus-Toulon annonce la présence de 50 communautés religieuses sur son territoire. Outre les communautés habituellement représentées dans les diocèses français, dont des groupes traditionalistes, il existe notamment des communautés originaire de l'étranger et notamment du Brésil. Selon l'hebdomadaire La Vie cette situation suscite « des interrogations et une certaine crispation » au sein des membres du diocèse,.
- La communauté d'origine brésilienne Canção Nova (en), connue pour son travail d’évangélisation par les médias[15];
- Abbaye du Thoronet (ex-cisterciens; moniales de Bethléem à proximité.)
- Dominicains de la Sainte-Baume
- Abbaye de Lérins sur l'Île Saint-Honorat (Congrégation des cisterciens de l'Immaculée Conception)
- Pères maristes de Toulon
- Salésiens à La Navarre, (aujourd'hui dix membres, installés depuis 1884) et une vingtaine de Salésiens âgés dans leur maison de retraite de Toulon
- Missionnaires du Christ-Maître[16] (à la paroisse Saint-Vincent-de-Paul de Toulon depuis 2009)
- Institut du Verbe incarné (à la paroisse du Cannet-des-Maures et à la paroisse du Luc)
- Serviteurs de Jésus et Marie (paroisse Saint-Pie X de Toulon)
- Institut séculier des Volontaires de Don Bosco (VDB)[17]
- Communauté Saint-Jean, au sanctuaire Notre-Dame-de-Grâces de Cotignac pour les frères[18]  et à Villecroze pour les sœurs apostoliques
- Frères franciscains de l'Immaculée (trois frères au sanctuaire Notre-Dame-des-Anges)
- Institut missionnaire des Serviteurs de Jésus Sauveur (Pères Salvitas)[19], à Six-Fours
- Carmel de Toulon[20]
- Chartreuse de la Verne, devenue Monastère Notre-Dame-de-la-Clémence (moniales de Bethléem)
- Moniales camaldules de La Seyne-sur-Mer
- Oratoire de Saint Philippe Néri à la paroisse Saint-Louis d'Hyères (quatre pères et un frère en 2020)[21]
- Sœurs de Saint Joseph de Lyon[22] (une quinzaine de religieuses très âgées à Toulon)
- Petites Sœurs des pauvres (dix sœurs à la clinique Saint-Roch de Toulon)
- Fraternité des Petites Sœurs de Jésus[23] dans un appartement d'une cité du Luc
- Franciscaines de Sainte Marie des Anges à Hyères (sept sœurs s'occupant d'une maison médicalisée)
- Petites Sœurs de saint François d'Assise (trois religieuses âgées installées dans une HLM du Jonquet)
- Petites Sœurs de la Consolation de Draguignan (dix-neuf religieuses dont six novices, installées en 1989, de spiritualité foucaldienne)
- Servantes du Seigneur et de la Vierge de Matará[24] au Cannet-des-Maures, de spiritualité ignatienne
- Maison de l'Amour Trinitaire à Solliès-Ville
- Fraternité de Saint Joseph Gardien[25] (trois religieuses au domaine de La Castille, un prêtre et un diacre à la paroisse de La Londe-les-Maures)
- Carmélites messagères de l'Esprit Saint[26] (installées à la paroisse Saint-Paul de Toulon depuis 2005)
- Fraternité Eucharistein à Château-Rima[27], installée en 2008
- Communauté Recado venant du Brésil, installée à Toulon depuis 10 ans[Quand ?]
- Missionnaires de la Miséricorde divine, communauté fondée par l'abbé Fabrice Loiseau à la paroisse Saint-François-de-Paule de Toulon
- Congrégation Mater Dei, six religieuses installées en 2019 au monastère Saint-Joseph du Bessillon.

## Abus sexuels
Gérard Mercury est un prêtre pédophile condamné une première fois en 1991 à 18 mois de prison après des agressions sexuelles dans le diocèse de Fréjus-Toulon. Puis après avoir purgé sa peine il est déplacé dans le diocèse de Bordeaux où il récidive. Il est alors condamné à 4 ans de prison en septembre 2001,.
En février 2022, le prêtre Marie-Bernard d’Alès, installé dans le monastère des sœurs dominicaines Notre-Dame de Clarté à Salernes dans le Haut-Var, fait l'objet d'un signalement auprès de la justice par le responsable de la cellule de veille contre les abus sexuels au diocèse de Fréjus-Toulon. Les agressions sexuelles se sont déroulées, dans les années 1990, au sein d'une école située dans l'abbaye Notre-Dame d'Autrey dans les Vosges, animée par la communauté des Béatitudes,.